# Иаред
Иа́ред (др.-евр. ירד‬) — потомок Сифа, старший сын Малелеила, отец Еноха. Один из допотопных патриархов.

## Варианты написания имени
Помимо написания Иаред встречаются написания:
- Йаред[5],
- Ирад[6].

## Биография
Согласно масоретскому тексту, Иаред родился в 460 году (согласно Септуагинте, в 960 году) от сотворения мира, умер в возрасте 962 лет (Быт. 5:1—20). Это второй по продолжительности срок жизни библейского персонажа. Согласно Книге Бытия (Быт. 5:27), больше прожил лишь внук Иареда Мафусаил. С именем Иареда связано крылатое выражение «А́редовы ве́ки» — очень долгий срок.
В Книге Юбилеев:
- упоминается жена Иареда — Барака, дочь Разузаила и (не названной по имени) тётки Разузаила[9].
- упоминается племянница Иареда Адни от (не названной по имени) сестры[10].

Евангелист Лука упоминает об Иареде в родословной Иисуса Христа (Лук. 3:37), как об одном из родоначальников Мессии.

## В исламе
Иаред (Иарид) также упоминается в Исламе в Кисас аль-Анбия (араб. قصص الأنبياء‎ — Истории пророков), где он упоминается в идентичной манере.